# Левченко, Лина Петровна
Лина Петровна Левченко (род. 7 декабря 1931) — советская оперная певица (лирическое сопрано), народная артистка РСФСР.

## Биография
Лина Петровна Левченко родилась 7 декабря 1931 года. В 1960 году окончила вокальное отделение Государственного музыкально-педагогического института им. Гнесиных (класс профессора А. Ардера). 
С 1960 года была солисткой Куйбышевского театра оперы и балета. Стала первой исполнительницей партии Катерины в мировой премьере оперы В. Пушкова «Гроза». Была одна из трёх первых Вириней в одноимённой опере С. Слонимского, поставленной одновременно 8 ноября 1967 года в Московском музыкальном театре им. К. С. Станиславского и В. И. Немировича-Данченко, Ленинградском МАЛЕГОТе и Куйбышевском театре оперы и балета.

## Награды и премии
- Заслуженная артистка РСФСР (23.11.1970).
- Народная артистка РСФСР (29.06.1981).

## Работы в театре

### Партии в операх и опереттах
- «Евгений Онегин» П. Чайковского — Татьяна
- «Демон» А. Рубинштейна — Тамара
- «Пиковая дама» П. Чайковского (1967; дирижёр Иосиф Айзикович и режиссёр Георгий Геловани) — Лиза[1]
- «Князь Игорь» А. Бородина — Ярославна
- «Дон Карлос» Дж. Верди — Елизавета
- «Искатели жемчуга» Ж. Бизе — Лейла
- «Чио-Чио-сан» Дж. Пуччини — мадам Баттерфляй
- «Кармен» Ж. Бизе — Микаэла
- «Фауст» Ш. Гуно — Маргарита
- «Трубадур» Дж. Верди — Леонора
- «Дон Жуан» В. А. Моцарта (1970; дирижёр Иосиф Айзикович и режиссёр Борис Рябикин) — Эльвира[2]
- «Паяцы» Р. Леонковалло — Недда
- «Виринея» С. Слонимского — Виринея
- «Гроза» В. Пушкова — Катерина
- «Летучая мышь»
- «Ночь в Венеции»
- «Требуется героиня»